# Castelli dell'Oltrepò Pavese

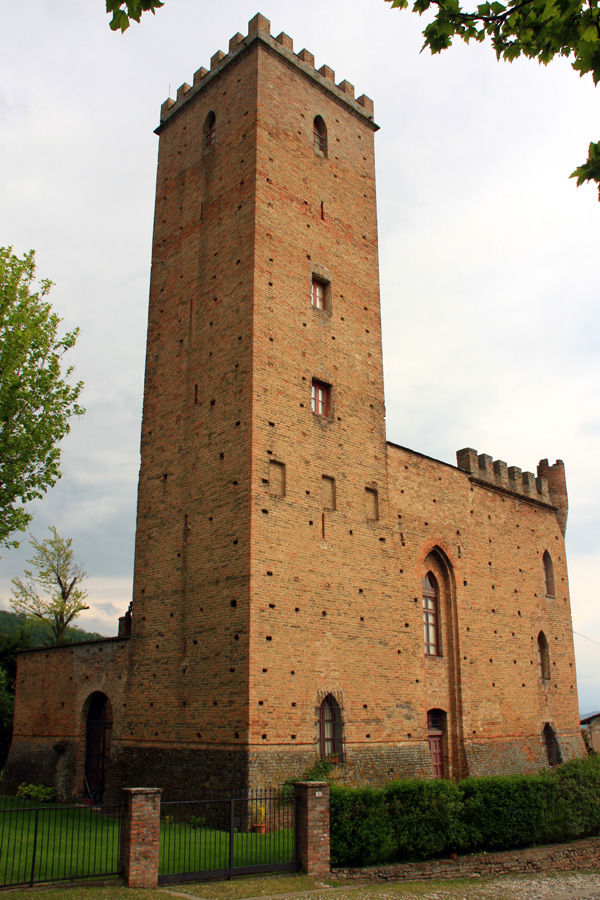
Il castello di Nazzano

Circa una cinquantina di castelli dell'Oltrepò Pavese rimangono a testimoniare l'importanza strategica che questo territorio ebbe nei secoli.

## Storia
Nel XII secolo Federico Barbarossa assegnò a Pavia i feudi della zona di Voghera. Così l'Oltrepò divenne pavese. Dopo il Barbarossa queste zone furono dominate dagli Sforza e da altre nobili casate come i Malaspina, i Dal Verme, i Visconti e i Beccaria, che costruirono una fitta rete di castelli, roccaforti e torri nei cui pressi sorsero abitazioni e piccoli borghi che ancora oggi conservano le vestigia di un tempo. Oggi molti di questi castelli sono diroccati, altri non esistono più perché il pietrame venne utilizzato per costruire case, e altri sono stati trasformati in ville padronali, o ville annesse alla relativa azienda vinicola. 

### Pianura
La caratteristica evidente è il materiale: quello più utilizzato è il laterizio, con inserti in pietra per le parti che dovevano risultare più robuste o decorative. Il mattone pieno, costruito in loco con l'argilla di cui vi è grande abbondanza, produceva mura che, se di ampio spessore, risultavano molto solide.
I castelli di pianura presentano tratti similari: pianta squadrata, cortile interno, torri anche rotonde negli angoli, fossato con acqua e relativo ponte levatoio. Sono stati quelli più modificati per adattarli all'uso residenziale, cosa che ha comportato a volte la costruzione di annessi agricoli, l'abbattimento di torri o il riempimento del fossato. Ne sono esempio: il Castello Visconteo (Voghera) e il Castello di Argine.

### Collina
Il materiale usato è la pietra locale, più o meno lavorata, e i ciottoli, le arcate, le spalle di porte e finestre possono essere in laterizio, sia per facilità di realizzazione sia per intento decorativo.
Se il pendio è dolce e aperto si ripropone la pianta regolare con cortile interno e fossato, se il terreno comincia a essere accidentato si passa alla tipologia montana.

### Montagna
Il materiale è la pietra, usata non solo per erigere ma anche scavata per ricavarne cisterne, camminamenti, stanze e cunicoli.
Costruiti su crinali e strapiombi hanno forme irregolari che seguono la conformazione della roccia, anche la distribuzione degli spazi e degli edifici segue le esigenze imposte dal suolo. Le cinte murarie spesso non sono complete ma si collegano e integrano alle pareti o agli speroni rocciosi. Costituisce un esempio il Castello di Zavattarello.

## Castelli
- Castello di Arena Po
- Castello di Argine frazione di Bressana  Bottarone
- Castello di Bagnaria
- Castello Beccaria di Montebello della Battaglia
- Castello di Brallo di Pregola
- Castello di Branduzzo
- Castello di Casei Gerola
- Castello di Casarasco
- Castello di Castana
- Castello di Cecima
- Castello di Cervesina
- Castello di Cigognola
- Rocca de' Ghislanzoni
- Castello di Godiasco
- Torre Griziotti
- Torre Isella
- Castello di Luzzano
- castello di Mondondone
- Castello di Monfalcone
- Rocca di Montalfeo
- Rocca di Montalino
- Castello di Montalto Pavese
- Castello di Montecalvo
- Castello di Montesegale
- Castello di Montù Beccaria
- Castello di Montù Berchielli
- Castello di Montuè
- Castello di Mornico Losana
- Castello di Nazzano
- Castello di Oliva Gessi
- Castello di Oramala
- Castello di Pietra de' Giorgi
- Castello di Pietragavina
- Castello di Pinarolo Po
- Ruderi del castello di Pizzocorno
- Torre di Rivanazzano
- Castello di Rocca de' Giorgi
- Castello di Romagnese
- Castello di Rovescala
- Castello di San Damiano al Colle
- Castello di San Gaudenzio
- Castello di Santa Giuletta
- Castello di Silvano Pietra
- Torre di Soriasco
- Castello di Stefanago
- Torre di Stradella
- Castello di Torre degli Alberi
- Castello Malaspina di Varzi
- Castello di Verde comune di Colli Verdi
- Castello di Voghera
- Castello di Volpara
- Castello di Zavattarello